# Ҹ
Le tché barré verticalement (capitale Ҹ, minuscule ҹ) est une lettre de la variante de l’alphabet cyrillique utilisée en azéri. Elle note la consonne [d͡ʒ].

## Représentations informatiques
Le tché barré verticalement peut être représenté avec les caractères Unicode suivant : 
| formes    | représentations | chaînes de caractères | points de code | descriptions                                     |
| --------- | --------------- | --------------------- | -------------- | ------------------------------------------------ |
| capitale  | Ҹ               | Ҹ                     | U+04B8         | lettre majuscule cyrillique tché barre verticale |
| minuscule | ҹ               | ҹ                     | U+04B9         | lettre minuscule cyrillique tché barre verticale |